# Senekane
Senekane ist ein Ort und ein Community Council im Distrikt Berea im Königreich Lesotho. Im Jahre 2006 hatte der Bezirk eine Bevölkerung von 22.262 Personen.

## Lage
Der Ort liegt im Nordwesten des Landes. 
Zum Council gehören die Orte:
| - Ha Fako - Ha Fako (Ha Sefikeng) - Ha Fola - Ha Hlapa - Ha Hlasa - Ha Hlekelele - Ha Janki (Masaleng) - Ha Keahana - Ha Kete - Ha Khabele - Ha Khalane - Ha Khohlooa - Ha Khophola - Ha Khothule - Ha Kubere - Ha Lapisi - Ha Lebone - Ha Letela - Ha Letsipa - Ha Likobo - Ha Likotsi - Ha Liphoto - Ha Maboeane - Ha Macheli - Ha Mafatle - Ha Makatane - Ha Makhoebe - Ha Makhomo - Ha Malimabe - Ha Mantai - Ha Maqabane - Ha Maritintši - Ha Matholoana - Ha Metsing | - Ha Mojela (Sefikeng) - Ha Mokhehle - Ha Mokuba - Ha Molefi - Ha Molibetsane - Ha Molungoa - Ha Monamoleli - Ha Moratha - Ha Moroke - Ha Motolo - Ha Motšoari - Ha Mphele - Ha Mpopo - Ha Mpusi - Ha Nchela - Ha Nkhotho (Sefikeng) - Ha Nkoebele - Ha Nqetho - Ha Ntabejane - Ha Ntšoeu - Ha Paape - Ha Pampiri - Ha Penya - Ha Pholoanyane - Ha Polaki - Ha Popa - Ha Rakotsoane - Ha Ramabele - Ha Ramahata - Ha Ramaqopetsa - Ha Ramatseatsana - Ha Ramoloi - Ha Ramontsuoe - Ha Ramotšo - Ha Ranthiba | - Ha Rantsane - Ha Rantsoku - Ha Rapholo - Ha Rasunyane - Ha Salemane - Ha Saremone - Ha Seboka - Ha Sekepe - Ha Sekete - Ha Selemo - Ha Selouoe - Ha Senekane - Ha Taaso - Ha Tau - Ha Thafeng - Ha Thebe - Ha Thotanyane - Ha Tšitso - Ha Tumo - Konkotia - Liphakoeng - Litšilong - Maqakaneng - Matebeleng - Matheneng - Meholaneng - Mothating - Papalala - Qhooeng - Qhotseng - Qopo (Ha Majara) - Romeng - Sekhalabateng - Sekhutlong - Tsitsa - Zenon |